# Камподольчино
Камподольчи́но (итал. Campodolcino) — коммуна в Италии, в провинции Сондрио области Ломбардия.
Население составляет 1058 человек (2008 г.), плотность населения составляет 22 чел./км². Занимает площадь 48 км². Почтовый индекс — 23021. Телефонный код — 0343.
Упоминается в документах с 1186 года, хотя одна из его церквей относится к позднеримскому времени.
Покровителями коммуны почитаются святой Иоанн Креститель, празднование 24 июня, и святой Прим.

## Демография
Динамика населения:

## Администрация коммуны
- Официальный сайт: http://www.comune.campodolcino.so.it/ Архивировано 5 декабря 2012 года.